# Сан-Маркос (департамент)
Сан-Маркос (ісп. San Marcos) — один з 22 департаментів Гватемали на південному заході країни. Адміністративний центр — місто Сан-Маркос.
Межує на півночі з Уеуетенанго, на сході та південному сході — з Кесальтенанго, на півдні — з Реталулеу, на заході — з Мексикою.

## Історія
2 лютого 1838 року Уеуетенанго об'єднався з Кетсалтенанго, Кіче, Реталулеу, Сан-Маркосом і Тотонікапаном у недовговічну центральноамериканську державу Лос-Альтос. Державу було зруйновано 1840 року генералом Рафаелем Каррерою, який згодом став президентом Гватемали.

## Муніципалітети
Департамент поділяється на 28 муніципалітетів:
- Аютла
- Катаріна
- Комітансільо
- Консепсьйон Тутуапа
- Ель-Кетцаль
- Ель-Тумбадор
- Ескіпулас-Пало-Гордо
- Іксчігуан
- Ла-Реформа
- Малакатан
- Нуево-Прогресо
- Окос
- Пахапіта
- Ріо-Бланко
- Сан-Антоніо-Сакатепекес
- Сан-Кристобаль-Кучо
- Сан-Хосе-Охетенам
- Сан-Лоренсо
- Сан-Маркос
- Сан-Мігель-Іштауакан
- Сан-Пабло
- Сан-Педро-Сакатепекес
- Сан-Рафаель-П'є-де-Ла-Куеста
- Сан-Сібіналь
- Сіпакапе
- Такана
- Тахумулько
- Техутла